# Protesi mammarie

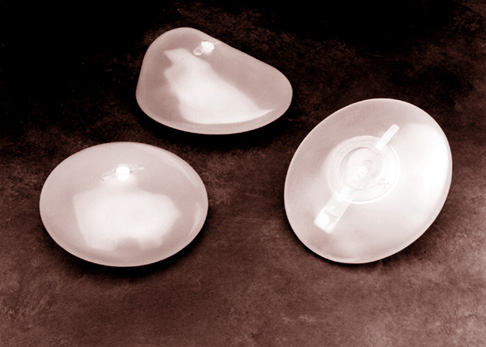
Protesi al seno riempite di gel al silicone

Le protesi mammarie sono utilizzate nella chirurgia estetica o nella chirurgia della mammella per aumentare le dimensioni (mastoplastica additiva) e per modificare la forma del seno di una donna o per ricostruire il seno, ad esempio dopo una mastectomia, o nell'ambito della transizione di genere MtF.

## Tipi

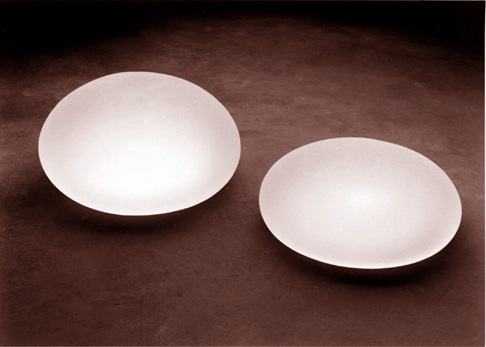
Protesi al seno con soluzione salina

Ci sono quattro tipi di protesi al seno:
- Con soluzione salina: hanno un involucro di silicone riempito con una soluzione salina sterile.

- Con gel di silicone: hanno un involucro di silicone riempito con un gel di silicone a cui corrispondono diversi gradi di coesività. Queste protesi in Gel di Silicone possono avere diversi gradi di coesività per renderle più o meno morbide. Nell'aprile 2006 hanno ricevuto dall'FDA Americana l'autorizzazione per essere commercializzate negli Stati Uniti ma solo per due aziende che hanno superato i vari passaggi imposti dalla commissione di vigilanza. Le protesi in Gel di Silicone sono utilizzate nel 90% circa degli interventi.

- Protesi a laccio: questo tipo di protesi è meno comune. Utilizza il polipropilene come materiale costitutivo della protesi. Le protesi a laccio sono uniche, in quanto consentono al seno di continuare a crescere dopo l'intervento e per questo vengono preferite dalle donne che vogliono avere il seno della massima grandezza possibile. Non sono consentite negli Stati Uniti.

- Protesi a base di tessuto: un nuovo tipo di protesi, attualmente in fase di sviluppo. Vengono prelevate le cellule dallo stesso paziente e poi vengono combinate con un particolare materiale di impalcatura, così da produrre una protesi a base di tessuto. Il vantaggio di questo metodo è che non c'è alcun rischio di perdita o di rottura e la dimensione può rimanere stabile per tutta la vita del paziente, al contrario delle protesi al silicone o con soluzione salina che di solito si riducono nel tempo del 40% circa.

Inoltre possono essere rivestite in diversi modi:
- Involucro unico: soluzione delle prime protesi
- Doppio involucro: soluzione che evita la dispersione del contenuto della protesi in caso di rottura

## Forma[1]
Le protesi al seno oltre alle varie strutture e caratteristiche nei materiali, possono avere anche altri fattori, come la forma:
- Rotonde, protesi che hanno solo un avanti e un dietro, quindi non necessitano di un'attenzione nel posizionamento rotazionale, dato che non hanno un profilo alto e un basso, ma sono autoadattanti e quindi in posizione eretta si ha la parte inferiore della protesi che si gonfia e la parte superiore che si sgonfia, questo perché c'è uno spostamento del materiale contenuto al suo interno
- Anatomiche, protesi che oltre ad avere un avanti e dietro, hanno anche un sopra e un sotto, dato che sono già preformate per dare la forma di un seno più naturale, il che ne complica la gestione e il posizionamento.
- Ergonomiche, protesi tonde, quindi con lo stesso diametro verticale ed orizzontale, ma che, grazie alle particolari proprietà reologiche del gel in silicone all’interno di esse, permettono in con il passaggio della posizione da clinostatica (paziente sdraiata) ad ortostatica (paziente in piedi) di avere il massimo punto di proiezione al polo inferiore, proprio come in una protesi anatomica.

## Procedura

### Inserzione
La protesi al seno può essere inserita in vari modi in rapporto sia alla natura della stessa, sia alle caratteristiche del paziente.
- Inserzione periareolare: in questo tipo di inserzione la protesi va inserita utilizzando l'areola come via d'accesso. La cicatrice può essere camuffata molto bene, vista la diversa pigmentazione dell'areola rispetto alla cute. Questa operazione è possibile per le protesi al silicone e saline, sempre subordinando le due grandezze (protesi e areola).
- Inserzione sottomammellare: in questo tipo di intervento la protesi viene inserita utilizzando come via d'accesso l'intera zona sotto la mammella stessa. Viene utilizzata in genere per protesi di una certa grandezza quando non è possibile usare altre vie. Questo intervento infatti lascia una cicatrice piuttosto evidente anche se nascosta dalla massa mammellare. Può essere usata sia per protesi saline che al silicone.
- Inserzione ascellare: in questo tipo di intervento la protesi viene inserita usando come via d'accesso l'ascella, incidendo il fondo del cavo ascellare. Per il tipo di intervento si tende ad utilizzare protesi di tipo salino poiché dal cavo ascellare bisogna farsi strada con una cannula fino alla mammella, staccando la cute. L'inserzione di una protesi al silicone sformerebbe eccessivamente la pelle mentre invece con l'inserzione di una protesi salina non si riscontrano problemi (viene inserita una sacca vuota, riempita successivamente). Pazienti troppo magri non possono eseguire questo intervento per il rischio di danneggiare la cute o nervi sottocutanei. La cicatrice non è troppo evidente poiché per l'inserzione della protesi salina basta una piccola incisione.
- Inserzione ombelicale: in questo tipo di intervento la protesi viene inserita usando come via d'accesso l'ombelico. Questa via è ottima per l'assenza di cicatraice (essendo l'ombelico stesso una cicatrice fisiologica) ma non può essere sempre effettuata. La restrizione è a sole protesi saline, vista l'impossibilità di far passare una protesi al silicone dall'ombelico alla mammella e pazienti troppo magri non possono eseguire l'intervento per gli stessi motivi dell'accesso ascellare.

### Posizione
Possiamo distingue la posizione della protesi come:
- Sotto pettorale: la protesi viene inserita sotto il grande pettorale, il muscolo che da sostegno alla mammella stessa con una minor interferenza con la ghiandola mammaria. Questo intervento permette inoltre di lasciare al seno una parvenza più naturale.
- Sotto ghiandolare: la protesi viene inserita sotto la ghiandola mammaria, in diretto contatto con la ghiandola con effetto più naturale se il prick test è positivo.

La naturalità del risultato estetico di Mastoplastica è da imputare al mantello cutaneo di copertura della protesi mammaria dato dalla cute e dalla ghiandola ed in tal caso dal muscolo.

## Storia
Le protesi al seno vengono utilizzate almeno dal 1865 per aumentare le dimensioni del seno femminile. Il più antico intervento documentato avvenne in Germania, dove il grasso proveniente da un tumore benigno sulla schiena di una donna fu asportato e impiantato nel suo seno. Negli anni seguenti, in mancanza di protocolli, furono sperimentate protesi di diversi materiali, ma soprattutto di paraffina che veniva iniettata direttamente sottocute e che dopo qualche anno dava importanti problemi sanitari che a volte richiedevano l'asportazione dei seni. Il primo utilizzo del silicone come materiale di riempimento potrebbe risalire alle prostitute giapponesi del periodo immediatamente successivo alla seconda guerra mondiale, che si sarebbero iniettate il silicone lubrificante bellico americano direttamente nel seno. Successivamente diventò di moda farsi iniettare da medici anche famosi il silicone puro per ovviare ad inestetismi, soprannominato ago di Cleopatra.
Nel 1991 la Food and Drug Administration statunitense ha proibito la vendita di silicone liquido a fini estetici; in Italia è stato bandito nel 1993.  
I chirurghi plastici di Houston Thomas Cronin e Frank Gerow svilupparono le prime protesi del seno in silicone in collaborazione con la Dow Corning Corporation nel 1961 ed esse furono impiantate per la prima volta nel 1962, la prima paziente fu una donna di 29 anni Timmie Jean Lindsey. Tali protesi erano fatte di un involucro di gomma al silicone riempito con un gel al silicone denso e viscoso.

## Rischi
Il grado di rischio associato alle protesi al gel di silicone è stato oggetto di dibattito all'interno della comunità scientifica.
Alcuni hanno suggerito che le protesi contenenti silicone provochino malattie autoimmunitarie, ma tutti gli studi scientifici commissionati dai ministeri della salute di vari stati hanno concluso che non vi è prova di questo. 
Tuttavia, tutte le protesi possono dare problemi come rotture, sgonfiamento, infezioni, cicatrici evidenti e indurimento delle protesi.

## Legislazione
Negli Stati Uniti, la FDA, dopo avere posto nel 1992 una "moratoria" sulle protesi al gel di silicone, limitandone l'uso alla ricostruzione dopo mastectomia o in caso di malformazioni, dal 2006 ne ha nuovamente consentito l'uso anche per motivi estetici.
In Italia, un disegno di legge  presentato nel 2010 dal governo che prevedeva l'istituzione del registro delle protesi mammarie e il divieto di tale intervento alle minorenni, è diventato lalegge 86 del 2012. Con una circolare dell'8 giugno 2024, il Ministero della salute ha ribadito il divieto di impianto di protesi mammarie, ai soli fini estetici, sulle minorenni